# Fleurs d'équinoxe
Pour plus de détails, voir Fiche technique et Distribution.
Fleurs d'équinoxe (彼岸花, Higanbana) est un film japonais réalisé par Yasujirō Ozu en 1958.

## Synopsis
L'homme d'affaires Hirayama se montre fort réticent lorsqu'il apprend que sa fille Setsuko veut épouser un jeune homme qu'il n'avait pas envisagé comme gendre. Setsuko organise le mariage sans son aide et c'est contre sa volonté qu'il y assiste. Le couple part ensuite pour Hiroshima. Poussé par ses amis, Hirayama surmonte ses convictions et va leur rendre visite.

## Fiche technique
- Titre : Fleurs d'équinoxe
- Titre original : 彼岸花 (Higanbana?)
- Réalisation : Yasujirō Ozu
- Scénario : Kōgo Noda et Yasujirō Ozu, d'après le roman de Ton Satomi
- Musique : Takanobu Saitō
- Photographie : Yūharu Atsuta
- Montage : Yoshiyasu Hamamura
- Son : Yoshisaburō Senoo
- Producteur : Shizuo Yamanouchi
- Société de production : Shōchiku
- Pays d'origine :  Japon
- Langue originale : japonais
- Format : couleur — 1,37:1 — Format 35 mm — son mono
- Genre : comédie dramatique
- Durée : 118 minutes
- Dates de sortie : 
  - Japon : 7 septembre 1958[1]
  - France : 15 février 1969

## Distribution
- Shin Saburi : Wataru Hirayama
- Kinuyo Tanaka : Kiyoko Hirayama, la femme de Wataru
- Ineko Arima : Setsuko Hirayama, la fille aînée de Wataru et Kiyoko
- Miyuki Kuwano : Hisako Hirayama, la sœur cadette de Setsuko
- Keiji Sada : Masahiko Taniguchi, le prétendant de Setsuko
- Teiji Takahashi : Shotaru Kondo, employé de Wataru et ami de Masahiko
- Fujiko Yamamoto : Yukiko Sasaki
- Chieko Naniwa : Hatsu Sasaki, la mère de Yukiko
- Chishū Ryū : Shukichi Mikami, un ami de Wataru
- Yoshiko Kuga : Fumiko Mikami, fille de Shukichi
- Fumio Watanabe : Ichiro Naganuma, prétendant de Fumiko
- Nobuo Nakamura : Toshihiko Kawai, l'ami de Wataru qui marie sa fille au début
- Akiko Kiyokawa : Akiko Kawai, la fille de Toshihiko qui se marie au début
- Ryūji Kita : Heinosuke Horie
- Mutsuko Sakura : Akemi
- Toyo Takahashi : la propriétaire du restaurant "Wakamatsu"
- Tsūsai Sugawara (en) : Sugai, un ancien condisciple de Wataru
- Ureo Egawa : un ancien condisciple de Wataru

## Commentaires
Les synopsis des films d'Ozu peuvent tenir la plupart du temps en une ou deux phrases et Fleurs d'équinoxe ne fait pas exception. Ozu l'affirma souvent, peu lui importait l'intrigue, l'essentiel étant ses personnages, leur manière de se comporter, d'agir, de réagir. Presque tous ses films racontent à peu près la même histoire, celle des conflits entre parents et enfants, les uns voulant marier les autres contre leur volonté. Cette permanence thématique est illustrée de façon toujours identique et ce dès l'immuable générique défilant sur un fond de toile de jute. 
Mais pour la première fois chez Ozu, les caractères apparaissent en couleur, noirs, blancs et rouges. Cette découverte de l'Agfa-Color donne au film une teinte très particulière, aux belles couleurs, notamment dans la gamme des rouges, faisant ressembler la pellicule aux traditionnelles photos peintes. Et ce rouge est en harmonie avec le titre Fleurs d'équinoxe Higanbana : il s'agit d’une amaryllis qui fleurit à l'équinoxe d'automne. Elle symbolise la naissance d'une nouvelle saison  alors qu'une précédente, l'été, est passée. Elle évoque aussi le hakenai japonais, sorte d'intense nostalgie mêlée de regret. C'est un terme souvent utilisé lors de funérailles... Ici, il correspond aux sentiments du père  devant son impuissance à imposer sa volonté à ses filles, à l'ancienne « mode », celles-ci symbolisant la modernité et donc un nouvel âge, une nouvelle saison, une nouvelle vie.
La couleur rouge  est donc prédominante dans le film. Elle se retrouve dans la théière omniprésente et les habits de la plus jeune sœur, qui représente encore plus que son aînée la nouvelle vie, le futur, son tee-shirt, son sac.
Autre constante, qui est la marque du réalisateur : la place de sa caméra, toujours à hauteur de la « position du tatami ». La vision doit correspondre à celle de quelqu'un assis en position traditionnelle sur le tatami, soit environ à 90 cm du sol. Ce placement entraîne une immobilité des plans mais aussi une distance établie entre le spectateur et les personnages. 
Dès le deuxième plan du film, Ozu nous place dans un de ses lieux favoris, après les intérieurs des maisons japonaises : une gare. Dans cette gare, deux cheminots discutent sur les mariés qui semblent n'avoir de cesse de passer par cette gare. Par leur commentaire, ils annoncent le film: on va y parler de mariages mais un « fort orage » est signalé sur l'île. Ils concluent : « Les mauvaises nouvelles suivent toujours les bonnes » … Parfois elles semblent mêlées comme lors de la cérémonie de mariage qui suit. Par la compassion, la solennité, les habits noirs (mais on rappelle qu’au Japon c’est le blanc la couleur du deuil), le chant assez lugubre, on se croirait à un enterrement ! Le discours prononcé par Hirayama, ami du père de la mariée, nous montre pourtant qu'il s'agit d'un mariage « moderne », non arrangé par les parents. Hirayama s'en félicite.
Il les envie peut-être mais lorsque sa fille aînée Setsuko lui annonce l'intention de se marier avec l'homme qu'elle aime, il oublie son beau discours. Le père est une contradiction vivante entre son discours extérieur et son comportement familial. Il encourage Yukiko, l'amie de sa fille, à aller contre la volonté de sa mère et à épouser l'homme qu'elle aime mais refuse la même chose à Setsuko, sans s'apercevoir que la jeune fille ruse (elle reprend à son compte l'histoire de Setsuko) afin de le mettre devant ses propres contradictions…
Sa propre épouse, Kiyoko soumise mais qui n'en pense pas moins, finit par lui envoyer ses quatre vérités : « Ton attitude est incohérente (…) Si tu l'aimais, tu prendrais tes responsabilités, quelles qu'elles soient. Mais tu ne le fais pas. Tu es incohérent. » Ce à quoi Hirayama répond en toute bonne conscience : « Mais tout le monde est incohérent, ici ou là, sauf Dieu. La vie est faite d'incohérences… L'addition de toutes les incohérences de la vie c'est la vie elle-même. » Cette incohérence, loin de rendre le personnage antipathique, renforce au contraire son humanité en dévoilant ses failles. Hirayama est seulement prisonnier de son amour paternel et du sentiment intolérable d'avoir été mis à l'écart par sa fille. C'est en fait bien plus un problème formel que de fond. À partir de cet instant, un rapport de forces s'établit entre le père et la fille et Setsuko se retrouve dans l'obligation de défier l'autorité de son géniteur. Le personnage fait en cela écho à d'autres jeunes femmes des films d'Ozu, d'autres filles comme dans Printemps tardif,  Été précoce, Le Goût du saké…
L'humour n'est pas absent du film. Ainsi la discussion entre Hirayama et ses amis :
« Une théorie affirme que si le mari est le plus fort des deux conjoints, la femme donnera naissance à des filles. » Lorsque la propriétaire des lieux où ils sont réunis apparaît (une forte femme), l'un des amis lui demande combien elle a d'enfants. Elle répond trois. « Trois garçons, n'est-ce pas ? » demande-t-il, goguenard.
Autre élément comique, Mme Sasaki (Chieko Naniwa), la mère de Yukiko, véritable moulin à paroles et qui se démène pour marier de force sa fille à un beau parti. Ozu montre par un simple geste sa maniaquerie et son obsession de l'ordre. En visite chez les Hirayama, elle file aux toilettes à peine arrivée (mouvement comique par lui-même), aperçoit un balai contre le mur et le remet bien à sa place, pendu…
Ozu, comme à son habitude, emplit son film de pudeur. Les larmes lorsqu'elles coulent, qu'elles soient de tristesse ou de soulagement apparaissent toujours comme le dernier recours à la tension, au trop plein d'émotions retenues, jamais exprimées ou si rarement. L'émotion, elle, s'exprime par de longs silences contemplatifs. Le personnage se perd dans un abîme de réflexions que Ozu filme sans fard, intercalant juste quelques plans d'un objet (vase, théière, etc.) en un va-et-vient plus parlant que tout gros plan prolongé sur un visage changeant…
L'émotion surgit aussi quand on ne l'attend pas. Ainsi de cette curieuse scène de Fleurs d'équinoxe, apparemment sans aucun lien avec le reste du film. Hirayama et ses anciens amis d'école se sont réunis pour un dîner. Et Mikami, poussé par les autres, se met à réciter (psalmodier serait plus juste) un poème de Kusunoki Masatsura.

## Autour du film
- Après avoir longtemps préféré tourner des films en noir et blanc, Fleurs d'équinoxe est le premier film en couleurs de Ozu. Tous ses films par la suite seront eux aussi en couleurs.
- La même année, l'actrice Fujiko Yamamoto remportait un deuxième Blue Ribbon Award de la meilleure actrice pour Le Héron blanc, de Teinosuke Kinugasa.

## Récompenses
- 1959 : prix de la meilleure actrice pour Fujiko Yamamoto lors des Blue Ribbon Awards[2]
- 1959 : prix Mainichi du meilleur son pour Yoshisaburō Senoo[3]